# Hanna Nowicka
Hanna Nowicka z domu Dulska, pseud.: Iskra (ur.  3 kwietnia 1923 w Krasnym, zm. 13 sierpnia 2016 we wsi Uścikówiec) – polska działaczka podziemia niepodległościowego w czasie II wojny światowej, żołnierka Armii Krajowej, Prezes Zarządu Środowiska "Pałac".
Jako kapitan Armii Krajowej była kurierką Szefa Sztabu Okręgu Pomorze, a także pracownicą kancelarii i archiwum tego okręgu. Odznaczona Krzyżem Walecznych, Krzyżem Armii Krajowej, Złotym i Srebrnym Krzyżem Zasługi, Srebrnym Medalem Opiekuna Miejsc Pamięci Narodowej, Medalem „Pro Memoria”, Medalem „Pro Patria”. Pochowana na cmentarzu junikowskim.